# WASP-2 b
WASP-2 b ist ein Exoplanet, der den Stern WASP-2 alle 2,152 Tage umkreist. Auf Grund seiner hohen Masse wird angenommen, dass es sich um einen Gasplaneten handelt.

## Entdeckung
Der Planet wurde von A. Collier Cameron et al. im Jahr 2006 mittels Transitmethode entdeckt.

## Umlauf und Masse
Der Planet umkreist seinen Stern in einer Entfernung von ca. 0,0307 Astronomischen Einheiten und hat eine Mindestmasse von ca. 0,88 Jupitermassen.